# Колесник Віталій Павлович (сержант)
Віта́лій Па́влович Колесник (нар. 5 вересня 1975, Сухиня, Чернігівська область — пом. 30 січня 2015, Вуглегірськ) — сержант Збройних сил України, учасник російсько-української війни.

## Життєпис
Строкову службу пройшов у морській піхоті. 1 вересня 2014-го призваний за мобілізацією, навідник міномета, 13-й окремий мотопіхотний батальйон «Чернігів-1».
30 січня 2015-го загинув у бою на блокпосту міста Вуглегірськ. Терористи вивезли тіла оборонців до єнакіївського моргу, потім передали українській стороні.
У березні упізнаний серед загиблих, 15 березня 2015 року похований в селі Сухиня.

## Нагороди та вшанування
- Указом Президента України № 103/2016 від 21 березня 2016 року, «за особисту мужність і високий професіоналізм, виявлені у захисті державного суверенітету та територіальної цілісності України, вірність військовій присязі», нагороджений орденом «За мужність» III ступеня (посмертно)[1].
- 9 травня 2016 року на будівлі школи села Сухиня було відкрито дошку пам'яти героя[2].
- Вшановується в меморіальному комплексі «Зала пам'яті», в щоденному ранковому церемоніалі 30 січня[3][4].